# Brigata meccanizzata corazzata delle guardie
La Brigata meccanizzata e corazzata delle guardie (in croato Gardijska oklopno-mehanizirana brigada) è un'unità di fanteria corazzata inquadrata nella Comando delle forze terrestri delle forze croate, con sede nella caserma "Bosut" a Vinkovci.

## Storia
La brigata è stata istituita nel 2007, aggregando unità provenienti dalla 3ª, 5ª e 7ª Brigata delle guardie. Essa rappresenta una delle due brigate principali delle forze terrestri croate, insieme alla Brigata meccanizzata delle guardie. L'unità ha partecipato alle missioni di pace UNDOF in Israele ed ISAF in Afghanistan.

## Struttura
- Comando brigata
- Battaglione corazzato "Kune"
- 1º Battaglione meccanizzato corazzato "Sokolovi"
- 2º Battaglione meccanizzato corazzato "Pume"
- Battaglione artiglieria mista
- Battaglione contraereo
- Battaglione genio
- Compagnia ricognizione
- Compagnia comunicazioni
- Compagnia logistica

## Comandanti
- Generale di brigata Mladen Mikolčević[3]
- Generale di brigata Denis Tretinjak (20?? - 2018)
- Generale di brigata Mijo Validžić (2018 - 2022)[4][5]
- Valentin Skroza (2022 - 2024)
- Colonnello Željko Marinov (2024 - in carica)[6]